# パナソニックブルーベルズ
パナソニック ブルーベルズ（Panasonic Bluebells）は、日本の女子9人制バレーボールチーム。パナソニック エレクトリックワークス社の実業団チームである。

## 概要
松下電池工業女子バレーボール部として1962年に創部。2008年からは同社の後継のパナソニックエナジー社に移管。国体を含め16回の全国優勝を果たしていた。
2014年4月、パナソニックエナジーバレーボール部が休部。パナソニック エコソリューションズ社に全体移籍し、パナソニックESブルーベルズとして再出発。2019年にチーム名をパナソニックブルーベルズに変更した。
2015年に新設された全日本9人制トップリーグ（V9チャンプリーグ）では2024年まで10連覇しており、2017年と2018年には年間グランドスラムを達成した。2025年現在では通算38回の日本一を獲得している。
2019年から2021年まで6人制バレーボールの大会にも出場していた。2019年は第74回国民体育大会に大阪府代表として出場し、ベスト4に進出。2020年度には全国6人制リーグ総合優勝大会西部決勝リーグに参加予定であったが、大会が中止となっている。

## 主な成績
前身の松下電池工業・パナソニックエナジー時代を含む。大阪府代表として出場した国民体育大会の記録は除外。
- V9チャンプリーグ
  - 優勝 10回 - 2015-2024年（10連覇）
- 全日本9人制総合選手権
  - 優勝 8回 - 2003年、2008年、2013年、2014年、2016年、2017年、2018年、2022年
- 全日本9人制実業団選手権
  - 優勝 6回 - 2009年、2011年、2012年、2015年、2017年、2022年
- 全日本9人制選抜優勝大会（櫻田記念）
  - 優勝 13回 - 2002年、2004年、2005年、2008年、2010-2018年（9連覇）
- 全日本6人制実業団選抜優勝大会
  - 優勝 1回 - 2021年

## 選手・スタッフ(2025)

### 選手
| 背番号                                     | 名前       | 生年月日               | 身長 | ポジション            | 前所属               | 備考       |
| ------------------------------------------ | ---------- | ---------------------- | ---- | --------------------- | -------------------- | ---------- |
| 1                                          | 高橋実璃   | 1997年6月11日（27歳）  | 172  | スパイカー            | 千里金蘭大学         |            |
| 2                                          | 林日向子   | 1996年8月30日（28歳）  | 177  | スパイカー            | 岡山シーガルズ       |            |
| 3                                          | 吉田奈都美 | 2002年4月6日（23歳）   | 166  | スパイカー            | 鹿屋体育大学         | 新人       |
| 4                                          | 石田成実   | 1998年11月15日（26歳） | 168  | スパイカー            | 関西大学             |            |
| 5                                          | 加藤美芙由 | 1999年12月20日（25歳） | 157  | セッター              | 聖和女子学院高等学校 |            |
| 6                                          | 尾木美奈   | 2000年4月27日（25歳）  | 177  | スパイカー            | 帝塚山大学           |            |
| 7                                          | 升谷未来   | 2000年9月9日（24歳）   | 172  | スパイカー            | 関西大学             |            |
| 8                                          | 六車葵晴   | 2001年9月6日（23歳）   | 172  | スパイカー            | 神戸親和大学         |            |
| 9                                          | 丸岡夕莉   | 2001年7月26日（23歳）  | 172  | スパイカー            | 日本体育大学         |            |
| 10                                         | 田口穂莉   | 2003年5月30日（21歳）  | 165  | スパイカー/レシーバー | 聖和女子学院高等学校 |            |
| 11                                         | 長友望美   | 1999年1月21日（26歳）  | 153  | レシーバー            | 東海大学             | キャプテン |
| 12                                         | 山本若奈   | 2001年9月28日（23歳）  | 163  | レシーバー            | 大阪国際大学         |            |
| 13                                         | 渡邉愛梨   | 2002年12月6日（22歳）  | 173  | スパイカー            | 帝塚山学院大学       | 新人       |
| 15                                         | 兵郷珠彩   | 2001年8月31日（23歳）  | 156  | レシーバー            | 神戸親和大学         |            |
| 16                                         | 東郷美羽   | 2003年6月11日（21歳）  | 174  | スパイカー            | 西城陽高校           |            |
| 17                                         | 喜田実丘野 | 2002年11月29日（22歳） | 173  | スパイカー            | 関西福祉大学         | 新人       |
| 18                                         | 菊地那実歩 | 2007年1月11日（18歳）  | 166  | セッター              | 高田高校             | 新人       |
| 出典：チーム公式サイト 更新：2025年4月28日 |            |                        |      |                       |                      |            |

### スタッフ
| 役職                                       | 名前       | 備考 |
| ------------------------------------------ | ---------- | ---- |
| 顧問                                       | 神野徹     |      |
| 部長                                       | 五島輝昌   |      |
| 副部長                                     | 喜多栄太   |      |
| 監督                                       | 佐々木厚   |      |
| コーチ                                     | 川田凌己   |      |
| マネージャー                               | 加々見李恵 |      |
| アシスタントスタッフ                       | 古賀智代   |      |
| トレーナー                                 | 福士貴介   |      |
| ライフアドバイザー                         | 久堀志穂   |      |
| 出典：チーム公式サイト 更新：2025年4月28日 |            |      |

## 在籍していた主な選手
- 宮本小百合
- 熊谷桜子
- 岩崎紗也加
- 田川紘美